# Міколаєвиці (Паб'яницький повіт)
Міколаєвиці (пол. Mikołajewice) — село в Польщі, у гміні Лютомерськ Паб'яницького повіту Лодзинського воєводства.
Населення — 121 особа (2011).
У 1975-1998 роках село належало до Серадзького воєводства.

## Демографія
Демографічна структура станом на 31 березня 2011 року:
|          | Загалом | Допрацездатний вік | Працездатний вік | Постпрацездатний вік |
| -------- | ------- | ------------------ | ---------------- | -------------------- |
| Чоловіки | 61      | 13                 | 41               | 7                    |
| Жінки    | 60      | 9                  | 36               | 15                   |
| Разом    | 121     | 22                 | 77               | 22                   |